# Wegweiser (Fraßdorf)

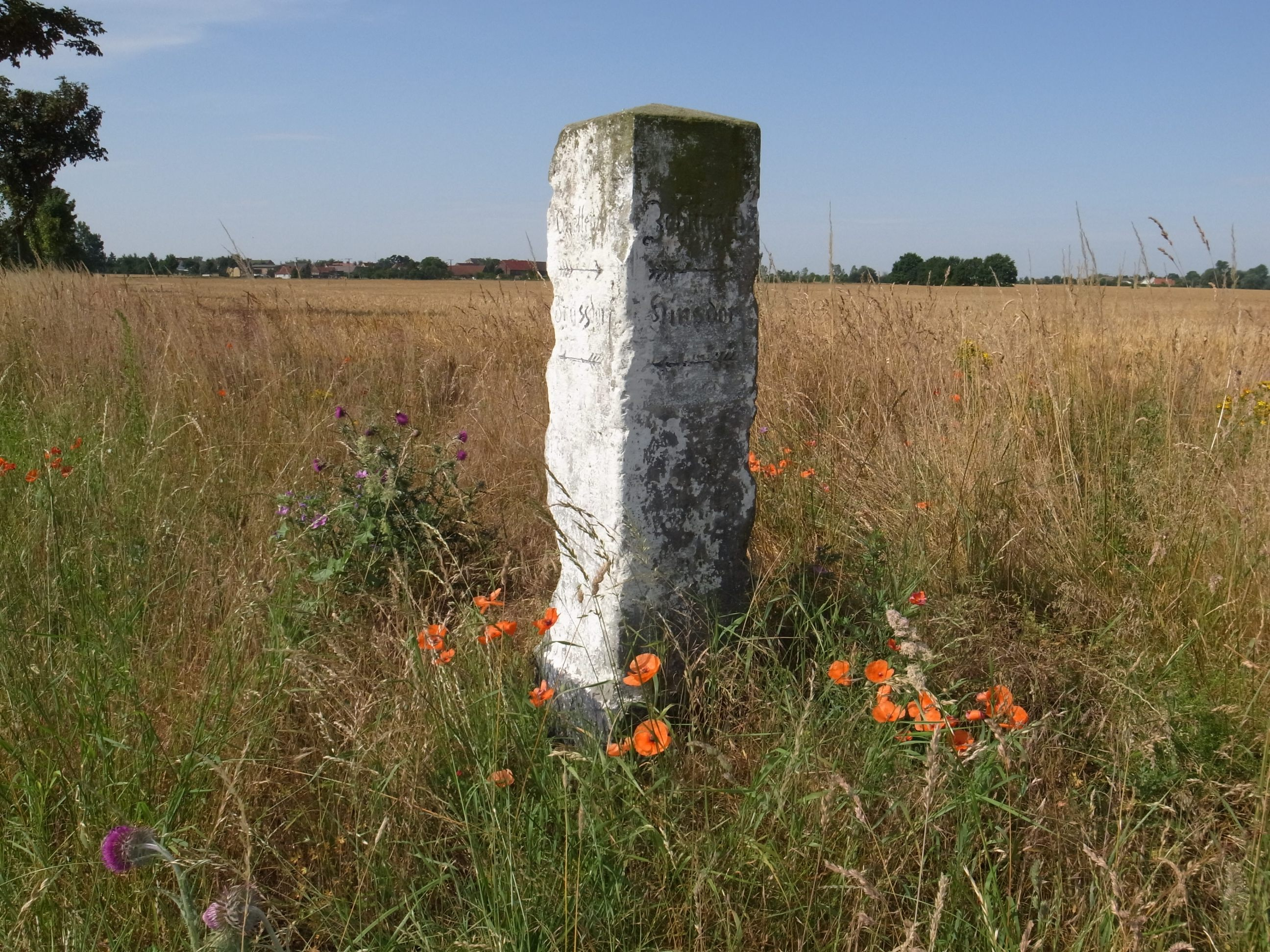
Wegweiser zwischen Quellendorf und Fraßdorf

Der Wegweiser bei Fraßdorf ist ein Kleindenkmal in der Stadt Südliches Anhalt im Landkreis Anhalt-Bitterfeld in Sachsen-Anhalt.
An der Kreisstraße 2077 zwischen Quellendorf und Fraßdorf stehen ein Meilenstein und ein Wegweiserstein als Zeugnisse von anhaltischem Straßenbau. Der 1,52 Meter hohe und oben 34 Zentimeter, am Sockel 40 Zentimeter breite Stein weist mit Richtungspfeilen einerseits an der Ostseite den Weg nach Quellendorf (rechts) und Frassdorf (links), andererseits an der Nordseite den Weg nach Zehmigkau (rechts) und Hinsdorf (links).
Quellendorf hieß bis zum Jahr 1838 Qualendorf, so dass der Wegweiser danach entstanden sein muss, falls er nicht später umgearbeitet wurde. Die Meilensteine der Gegend wurden kurz nach 1850 gesetzt, vielleicht gehört der denkmalgeschützte Stein ebenfalls in diese Zeit. Er ist im Denkmalverzeichnis unter Fraßdorf, auf dessen Flur er steht, angeführt und trägt dort die Erfassungsnummer 094 70221.